# Monts Ellsworth
Ne doit pas être confondu avec le mont Ellsworth, situé dans la chaîne Transantarctique.
Pour les articles homonymes, voir Ellsworth.
Les monts Ellsworth sont la plus haute chaîne de montagnes de l'Antarctique. Longue de 360 km et large de 48 km, ils s'étendent dans un axe nord-sud sur la marge occidentale de la barrière de Ronne.
Cette chaîne est coupée par le glacier Minnesota séparant le massif Sentinel au nord et la chaîne Heritage au sud. La première constituant la plus haute et la plus spectaculaire avec le massif Vinson (4 892 m), le plus haut point du continent. Ces montagnes furent découvertes le 23 novembre 1935 par l'américain Lincoln Ellsworth lors d'un vol transantarctique entre l'île Dundee et la barrière de Ross. Il lui donna initialement le nom de Sentinel Range.

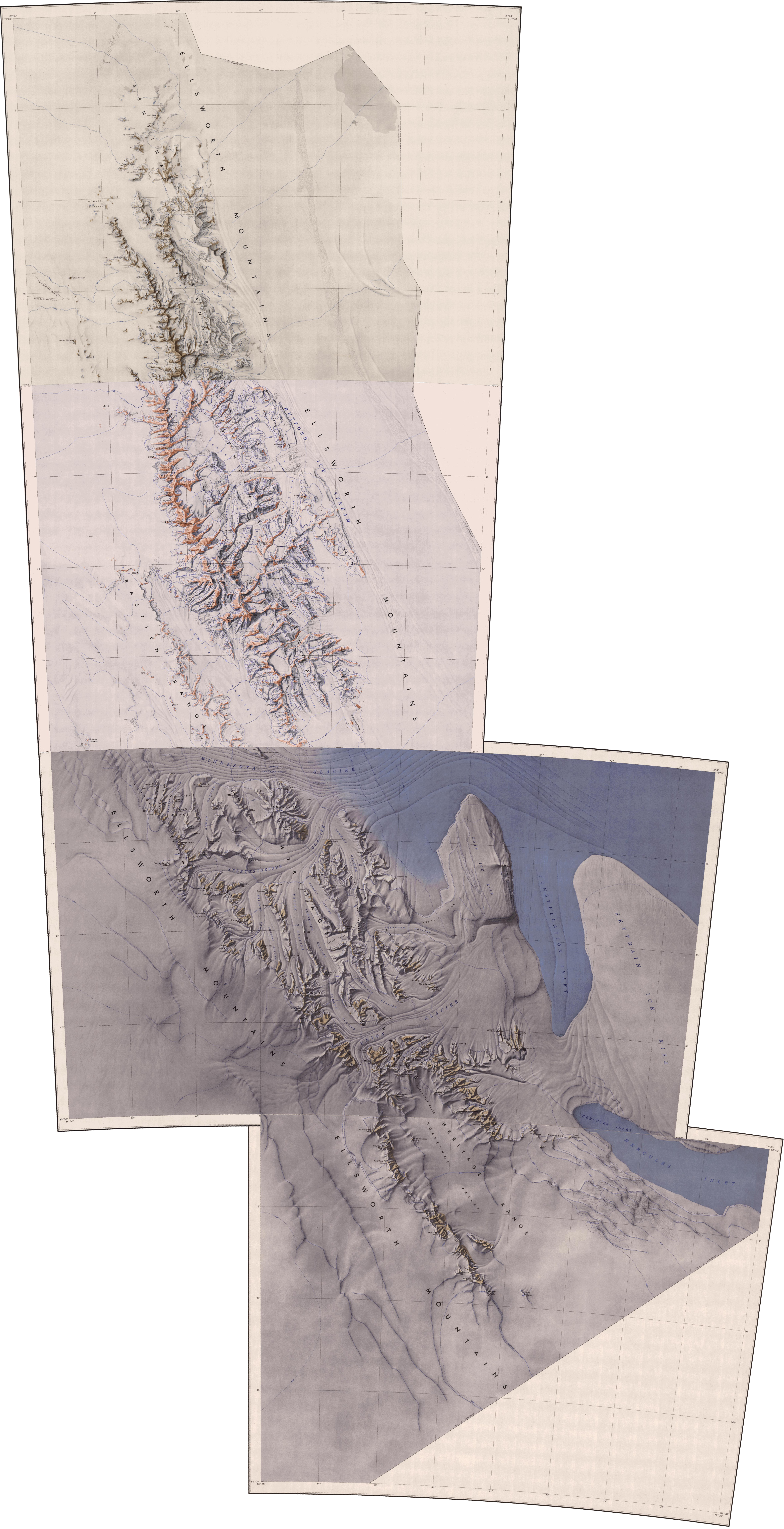
Carte des monts Ellsworth.